# Биркер, Роберт
Роберт Биркер (нем. Robert Birker; 21 февраля 1885, Дюнн, Пруссия — 2 августа 1942, Дуйсбург, Рейнская провинция) — немецкий велогонщик, выступавший на шоссе. Участник летних Олимпийских игр 1912 года.

## Биография
Роберт Биркер родился 21 февраля 1885 года в немецкой деревне Дюнн.
Выступал в соревнованиях по велоспорту за клуб «Дуйсбург-09».
В 1912 году вошёл в состав сборной Германии на летних Олимпийских играх в Стокгольме. В групповой шоссейной гонке на 315,4 км занял 62-е место, показав результат 12 часов 19 минут 27,6 секунды и уступив 36 минут 48,6 секунды завоевавшему золото Рудольфу Льюису из ЮАС. В командном зачёте групповой шоссейной гонки сборная Германии, за которую выступал Биркер, заняла 6-е место — сумма результатов четырёх лучших немецких гонщиков (в их число Биркер не попал) по итогам групповой индивидуальной гонки составила 46 часов 35 минут 16,1 секунды. Немцы уступили 1 час 59 минут 42,5 секунды завоевашей золото сборной Швеции.
Умер 2 августа 1942 года в немецком городе Дуйсбург.